# Synema jaspideum
Synema jaspideum är en spindelart som beskrevs av Simon 1907. Synema jaspideum ingår i släktet Synema och familjen krabbspindlar. Inga underarter finns listade i Catalogue of Life.